# 요크타운 전투
요크타운 전투(Battle of Yorktown)는 1781년에 일어난 미국 독립 전쟁을 사실상 종결시킨 결정적인 전투이다. 버지니아 식민지 동쪽의 그레이트브리튼 왕국 군의 마지막 거점이었던 요크타운에서 미국 프랑스 연합군이 찰스 콘월리스가 이끄는 영국군 7,000여 명을 포위하여 항복을 받았다. 이 싸움으로 미국 독립 전쟁의 식민지군은 승리를 확정 짓고, 독립 전쟁은 사실상 끝나게 되었다.

## 배경
1781년 5월 22일, 프랑스군 로샹보 장군이 대륙 군의 워싱턴 장군과 회담했다. 영국 군에 대한 작전을 짰던 것이다. 그들은 영국 군에 점령된 뉴욕을 탈환할 전략을 생각하고 있었다. 뉴욕의 영국 군은 총사령관 헨리 클린턴 휘하의 10,000명이었다. 한편, 버지니아에 있던 라파예트 장군의 보고가 있었다. 이에 따르면, 영국 군(찰스 콘월리스 장군이 이끄는)은 요크타운에서 수성 전략을 펴려했다. 요크타운은 버지니아의 요크 강 옆에 있다. 남부 전선을 지휘하는 콘월리스는 한때 광범위한 점령을 했지만 지난 2년간 그 전력을 줄어들어 잔여 병력은 7,000명 정도였다. 콘월리스는 요크타운에서 보급품과 증원군이 오기를 기다릴 수밖에 없는 처지였다. 이것은 대륙군 나다니엘 그린 장군의 ‘파비우스 전략’이었다. 영국 군은 요크타운에서 영국 해군의 지원을 기다리고 있었다. 1781년 7월 19일, 워싱턴 장군은 뉴욕 도브스 페리에 야영하고 있었다. 콘월리스의 상황을 듣던 워싱턴 장군은 다음과 같이 기록하고 있다. “내 의견으로는 이 상황에서 두 곳에 충분한 전력을 쏟아 부어야 한다. 한 곳은 뉴욕에 인접한 지역에 육군과 민병대를, 나머지는 버지니아에 육군과 프랑스 군을 투입해야 한다.”
1781년 8월 14일, 워싱턴 장군은 서인도 제도에 있던 프랑스 군의 드 그라스 제독이 프랑스 군 함대를 이끌고 체사피크 만으로 향하고 있다는 소식을 들었다.

## 전투
드 그라스 제독이 이끄는 28척의 프랑스 함대는 버지니아로 향했다. 동시에 8월 21일, 워싱턴은 군대를 남하시켰고, 드 그라스 함대가 체사피크 만에 도착했다. 드 그라스는 거기에서 영국 해군 토마스 그레이브스 제독이 이끄는 함대와 체사피크 만 해전(버지니아 케이프 전투라고도 함)을 벌여 승리를 했고, 만 지역의 제해권을 확보했으며, 지원군을 기다리던 콘월리스는 고립됐다. 이 해상 전투는 18세기에서 19세기 200년 동안 영국 함대가 패배한 유일한 해전이었다.
1781년 9월 28일, 워싱턴과 로샹보는 요크타운에 도착, 라파예트와 그라스의 부대 3,000명이 합류를 했다. 결국 콘월리스와 대치한 것은 17,000여명으로 2배가 넘는 전력 차였다. 요크타운은 포위를 당했다. 콘월리스는 그 상황을 뉴욕의 클린턴에 알렸다. 클린턴은 원군 5,000명을 함대에 싣고 일주일 이내인 10월 5일까지 도착하겠다고 약속했다. 양군은 모두 방어를 단단히 하고 있었다. 10월 11일 프랑스 미합중국 연합군은 영국군으로부터 불과 400 야드에서 두 번째 공격을 시작했다. 3일 후, 연합군은 영국군의 보루 2개를 점령하고 전선을 영국군 코 앞까지 압박했다. 연합군이 포위망을 좁혀가자 콘월리스는 뉴욕에서 지원군을 애타고 기다리고 있었다. 10월 16일, 영국군은 프랑스군의 대포를 공격하려 했지만 실패했다. 연합군은 전선을 좁혀 영국군 진지에 직접 공격을 쏟아부었다. 그날 밤, 요크 강을 건너 글로우 스타로 탈출을 시도했지만, 심한 폭풍우 때문에 실패했다. 결국 식량도, 탄약도 바닥이 난 콘월리스 군은 10월 17일, 마침내 항복을 요청하고, 10월 19일, 항복문서에 서명을 함으로써 정식으로 항복했다. 약 7,000명의 영국군이 포로가 되었다. 또한 지원군을 실은 영국 함대가 도착한 것은 그로부터 5일이 지난 10월 24일이었다.

## 결과
전투가 있었던 다음 날 아침 항복 조인식이 열렸다. 콘월리스는 질병을 이유로 불참했지만, 그는 워싱턴에게 “이것은 당신의 위대한 승리이다. 하지만 당신의 월계관은 델라웨어 연안으로 장식될 것이다.”고 전했다. 전설이지만, 영국군은 "세상이 뒤집혀졌네 : 영국 명예혁명 시절의 노래"(The World Turned Upside Down)를 연주하면서 행진했다고는 하나 증거는 아무것도 없다.

## 같이 보기
- 미국 독립 전쟁